# Oorlogsdetective
Oorlogsdetective is een Nederlandse YouTubeserie van de Nederlandse zender NPO Zapp.

## Beschrijving
De jeugdserie volgt drie presentatoren die de sleutel krijgen van een oud café in het fictieve dorp Zaanderen. Tijdens verbouwingswerkzaamheden ontdekken ze een verborgen ruimte en vinden ze een brief uit 1944, geschreven door een verzetsstrijder voor zijn ongeboren kind.  
De drie presentatoren, Willem Voogd, Marije Zuurveld en Dzifa Kusenuh zijn nieuwsgierig naar het verhaal achter deze man en besluiten samen met de kijkers op onderzoek uit te gaan. Wie was verzetsgroep Schoppen Vijf en wie maken daar deel van uit? En wie heeft hen verraden? Aan de hand van archieven, historici en ooggetuigen, komen ze stukje bij beetje achter de waarheid van het oorlogsmysterie.  

## Rolverdeling
| Acteur              | Rol                   |
| ------------------- | --------------------- |
| Willem Voogd        | zichzelf              |
| Dzifa Kusenuh       | zichzelf              |
| Marije Zuurveld     | zichzelf              |
| Nick Golterman      | Kees                  |
| Jolijn Henneman     | Elly                  |
| Sarah Bannier       | Bea                   |
| Ramses van Hall     | Gerrit                |
| Wolter Weulink      | Sjoerd                |
| Sijtse van der Meer | Martijn van Kralingen |